# Röhr zwischen Hüsten und Hachen
Röhr zwischen Hüsten und Hachen este o arie protejată (sit de importanță comunitară — SCI) din Germania întinsă pe o suprafață de 38,72 ha, integral pe uscat.

## Localizare
Centrul sitului Röhr zwischen Hüsten und Hachen este situat la coordonatele 51°23′48″N 8°00′19″E / 51.3967°N 8.0053°E.

## Înființare
Situl Röhr zwischen Hüsten und Hachen a fost declarat sit de importanță comunitară în martie 2001 pentru a proteja un număr necunoscut de specii din flora spontană și fauna sălbatică aflate în arealul zonei.

## Biodiversitate
Situată în ecoregiunea continentală, aria protejată conține 4 habitate naturale: Cursuri de apă de la nivel de câmpie la nivel montan, cu vegetație Ranunculion fluitantis și Callitricho-Batrachion, Liziere de ierburi înalte hidrofile de câmpie și de nivel montan până la alpin, Păduri de fag Asperulo-Fagetum, Păduri aluvionare cu Alnus glutinosa și Fraxinus excelsior (Alno-Padion, Alnion incanae, Salicion albae).
La baza desemnării sitului se află un număr nedeclarat de specii protejate.